# NGC 4746
NGC 4746 ist eine aktive Spiralgalaxie mit ausgedehnten Sternentstehungsgebieten vom Hubble-Typ Sb im Sternbild Jungfrau auf der Ekliptik. Sie ist schätzungsweise 78 Millionen Lichtjahre von der Milchstraße entfernt und hat einen Durchmesser von etwa 50.000 Lichtjahren.
Im selben Himmelsareal befinden sich u. a. die Galaxien NGC 4754 und NGC 4762.
Das Objekt wurde am 29. März 1830 von John Herschel entdeckt.